# Сыдыков, Азиз Мухамедович
Азиз Мухамедович Сыдыков (род. 23 июня 1992, Бишкек) — киргизский футболист, полузащитник и защитник клуба «Алай». Выступал за сборную Кыргызстана.

## Клубная карьера
Во взрослых соревнованиях начал выступать в 15-летнем возрасте в команде «Абдыш-Ата-ФШМ» (второй состав «Абдыш-Аты»), игравшей в 2007 году в высшей лиге Кыргызстана. Затем в течение двух сезонов играл за «Кант-77». В 2010 году перешёл в «Алгу».
С 2011 года в течение четырёх сезонов играл за «Абдыш-Ату», с этой командой стал серебряным (2014) и двукратным бронзовым (2011, 2013) призёром чемпионата, а также в 2011 году — обладателем Кубка Кыргызстана. С 2015 года играет за «Дордой», с которым в 2018 году стал чемпионом Кыргызстана, неоднократно становился призёром чемпионата и трижды — обладателем Кубка страны (2016, 2017, 2018).
Принимал участие в матчах азиатских клубных турниров.

## Карьера в сборной
В составе олимпийской сборной Кыргызстана участник Азиатских игр 2010 (3 матча, 1 гол) и 2014 (3 матча) годов.
Дебютный матч за сборную Кыргызстана сыграл 21 марта 2011 года против Таджикистана. Первый гол забил в своей третьей игре, 25 марта 2011 года в ворота Камбоджи.
Принимал участие в Кубке Азии 2019 года, на турнире сыграл во всех 4 матчах своей команды.